# Мухамад Юнус
Мухамад Юнус (на бенгалски: মুহাম্মদ ইউনুস) е бангладешки банкер и учен-икономист. 
Юнус е основател на банката „Грамин Банк“, която реализира програма за микрокредитиране на дребни предприятия. Основната част от кредитополучателите са жени от селските райони на страната. Професор Юнус и банката получават Нобелова награда за мир през 2006 година.